# Rue Abraham-Bloch
La rue Abraham-Bloch, ou rue Abraham-Block, est une voie du quartier de Gerland dans le 7e arrondissement de Lyon, en France. Elle se caractérise par la présence, à la hauteur du milieu et sur le flanc nord, du cimetière juif de Lyon.

## Situation
D'orientation ouest-est, la rue a pour tenant occidental la rue de Gerland et oriental la rue Paul-Massimi, elle se prolonge plus à l'est sous le nom de rue Pierre-Semard. Elle croise en son milieu et perpendiculairement la rue Pierre-Bourdeix.

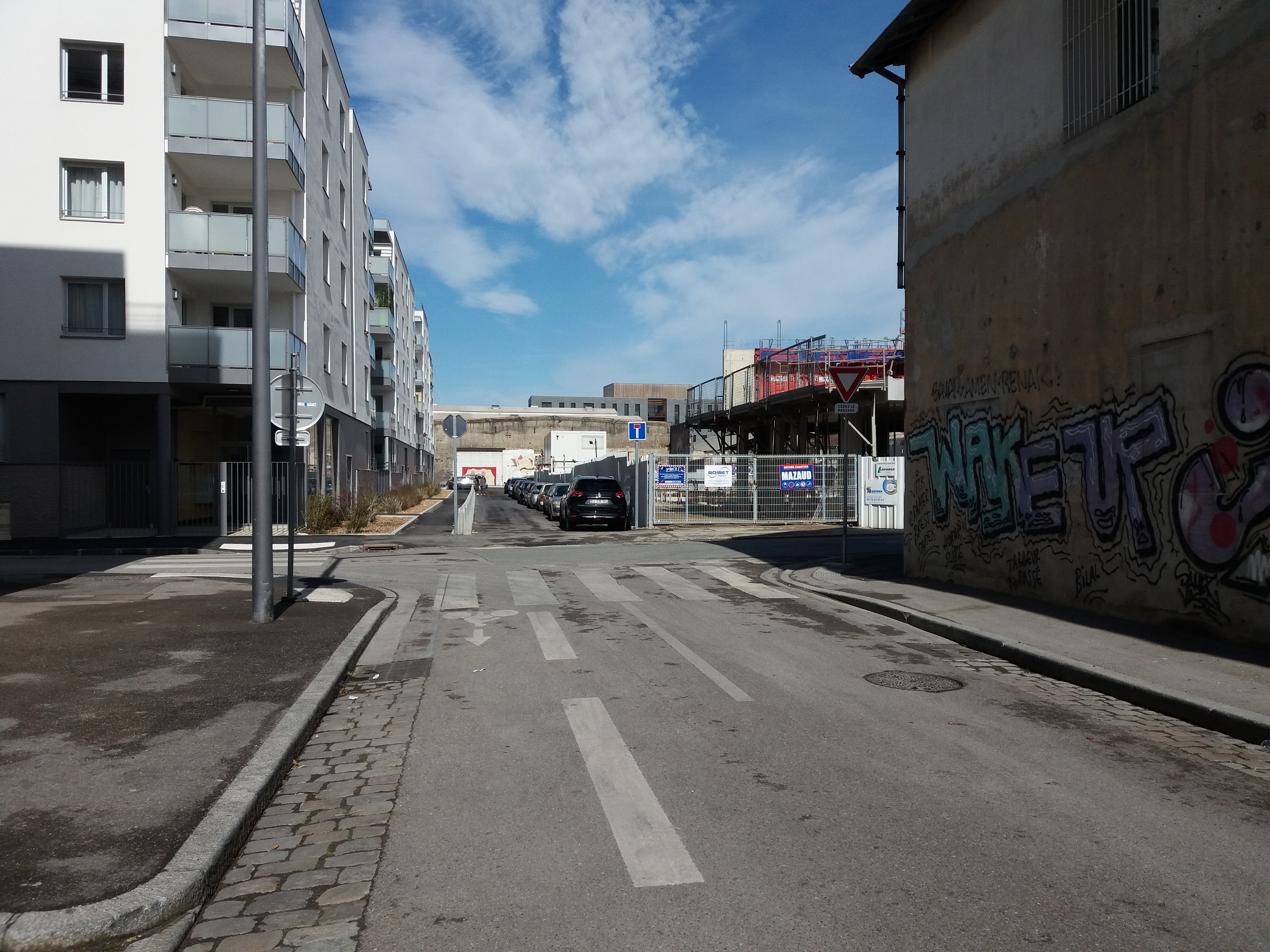
Le croisement des rues Abraham-Bloch et rue Pierre-Bourdeix, vue vers le nord, depuis cette dernière.

## Accessibilité
La rue est desservie par le réseau transports en commun de Lyon et notamment l'arrêt Place Jean Jaurès de la ligne B du métro de Lyon et des lignes de bus   et  

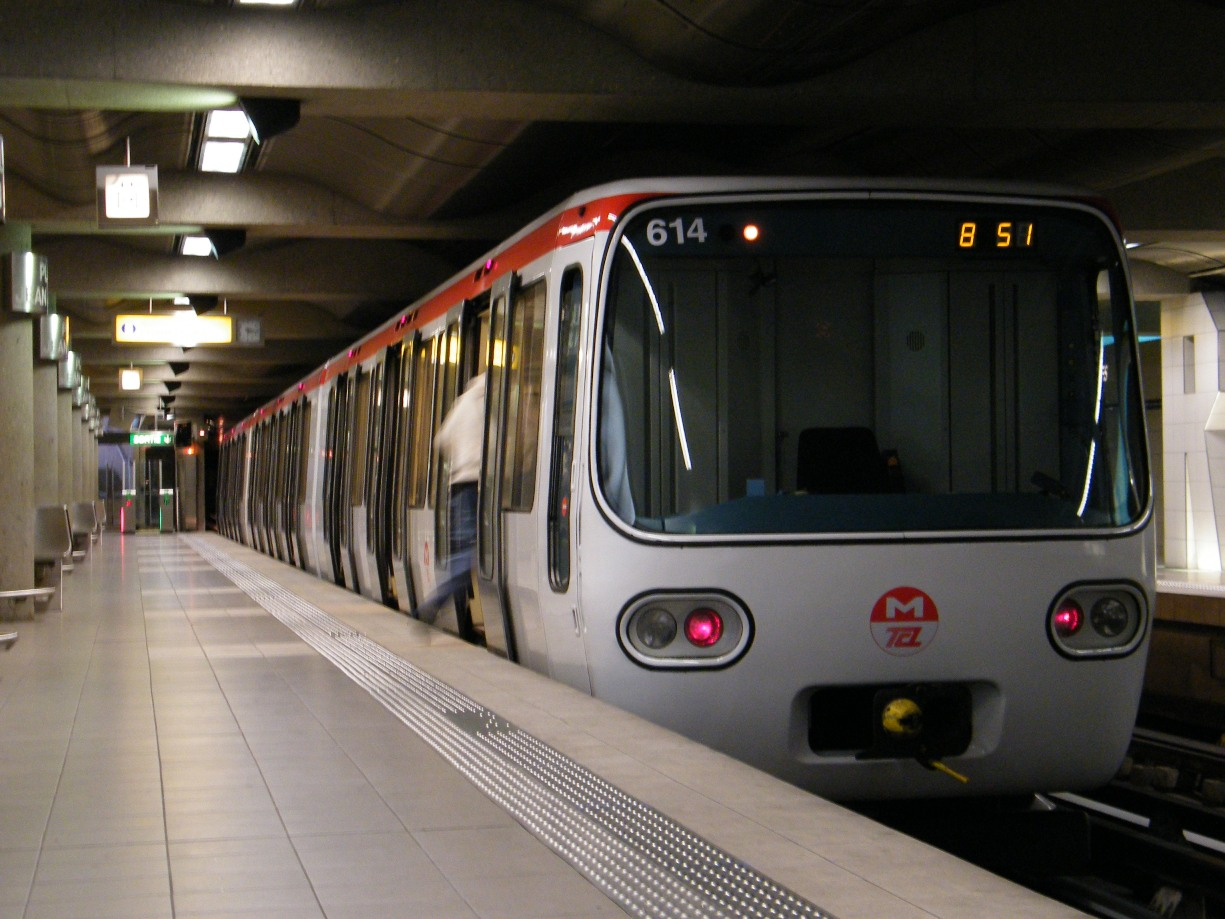
Une rame de métro à la station Place Jean Jaurès de la Ligne B du métro de Lyon.
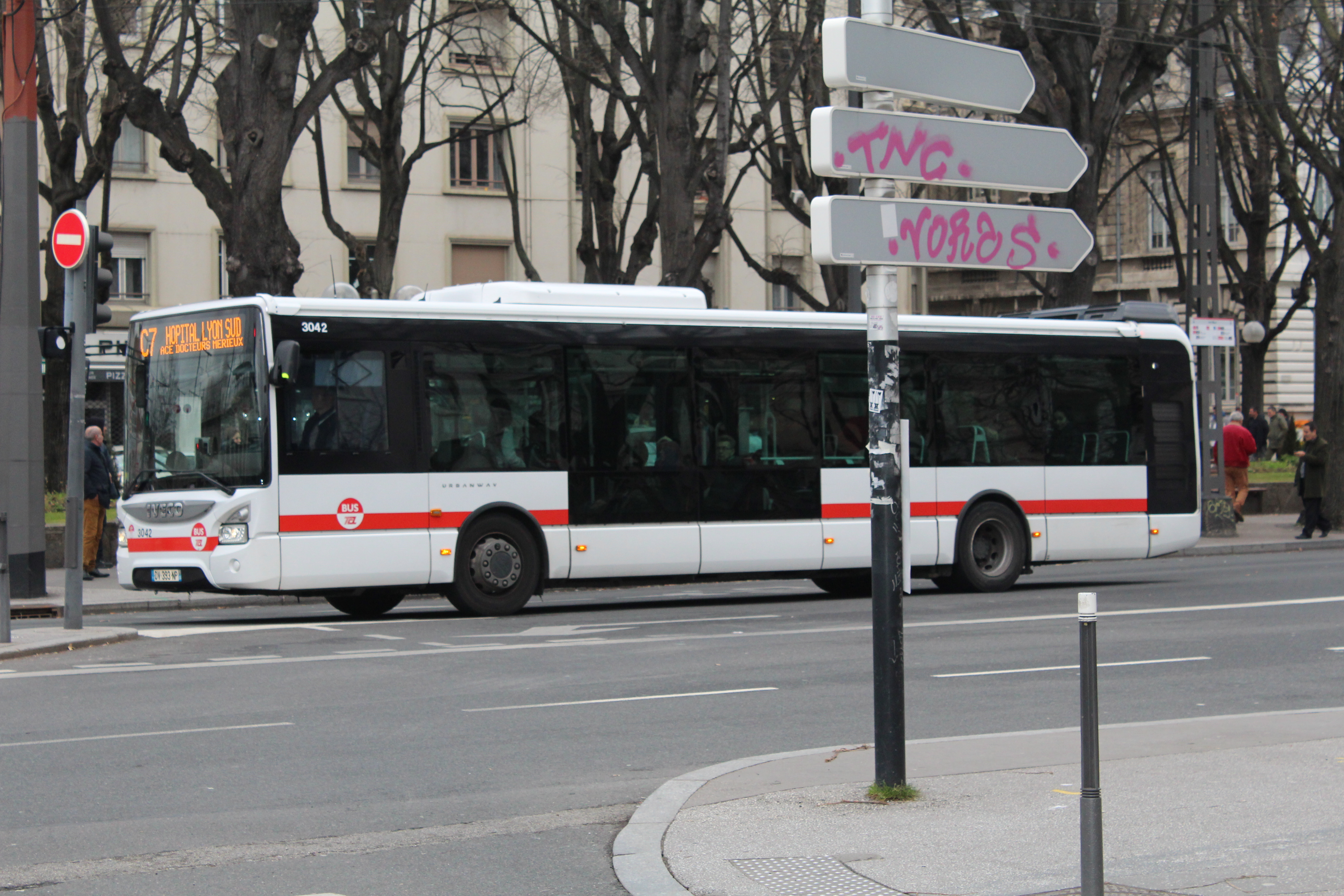
Un bus de la ligne   à l'arrêt Jean-Macé en direction de Gerland.

## Odonymie
La rue est nommée en l'honneur d'Abraham Bloch (1859-1914), rabbin français, grand rabbin de Lyon, aumônier militaire, tué à l'ennemi durant la Première Guerre mondiale et reconnu « mort pour la France ». Celui-ci repose au cimetière de Saint-Dié-des-Vosges.

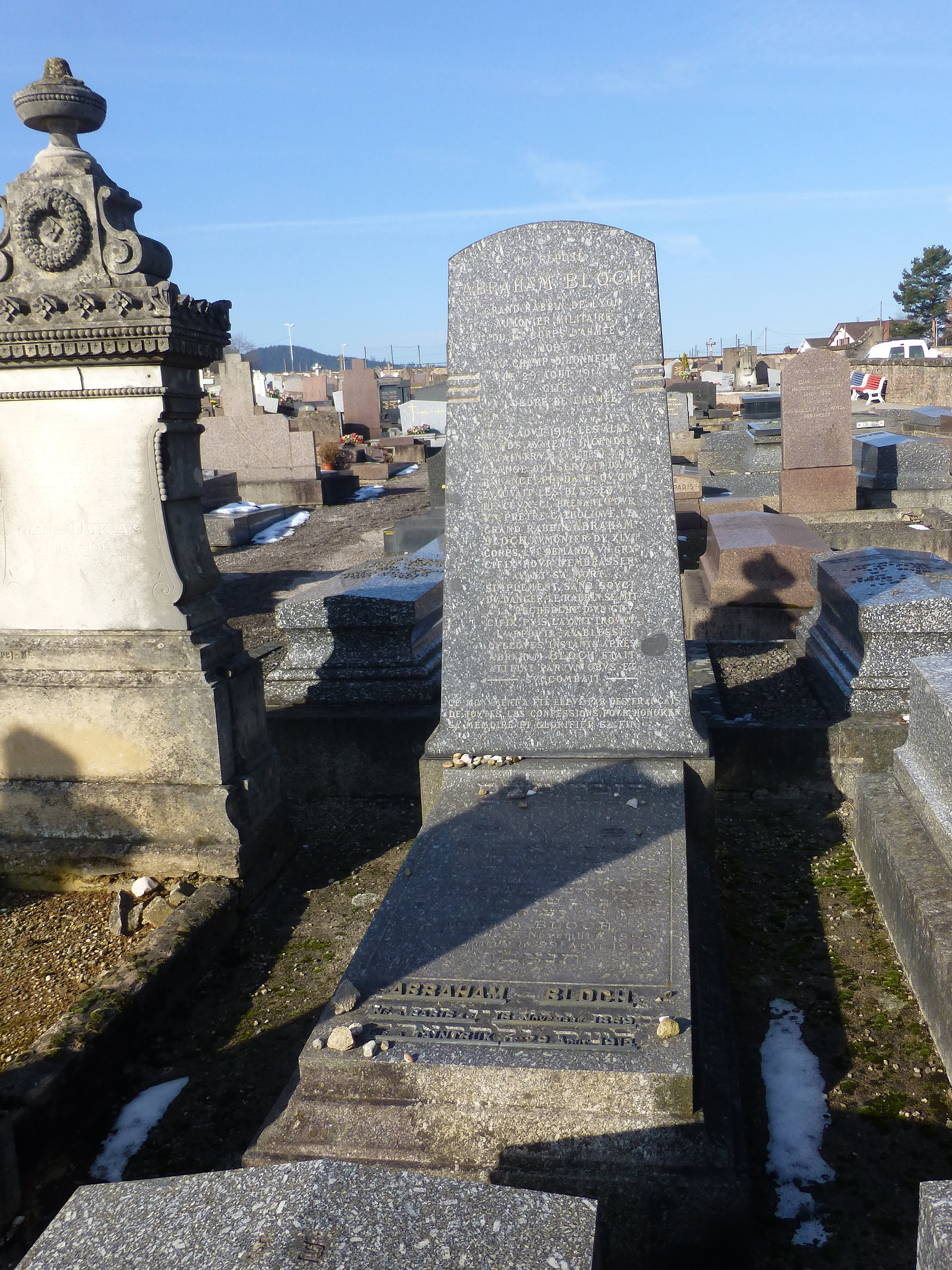
Tombe d'Abraham Bloch au cimetière de Saint-Dié-des-Vosges.
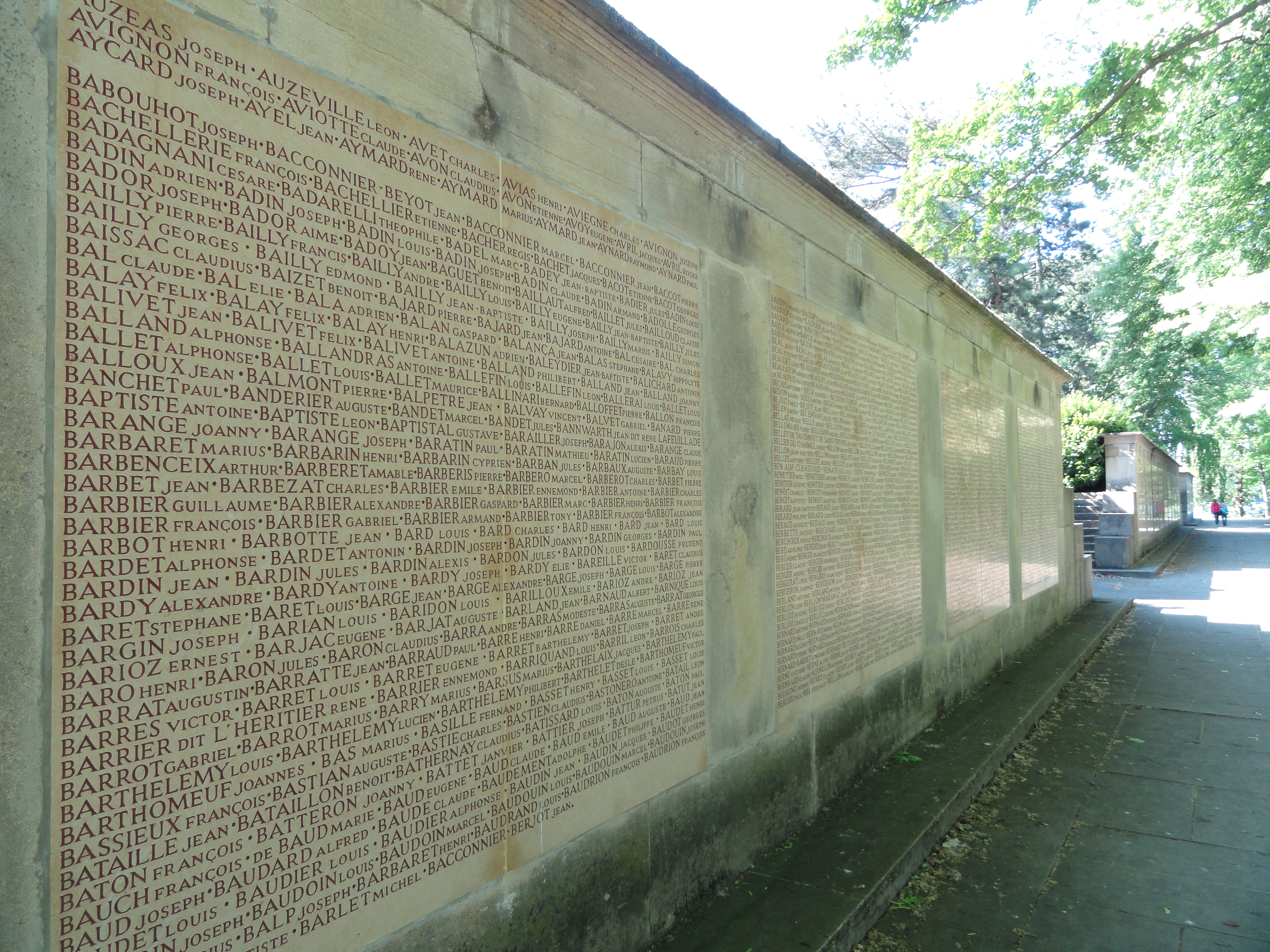
Le Monument aux morts de l'île du Souvenir au parc de la Tête-d'Or sur lequel est gravé le nom d'Abraham Bloch. Ici les noms commençant par la lettre B.
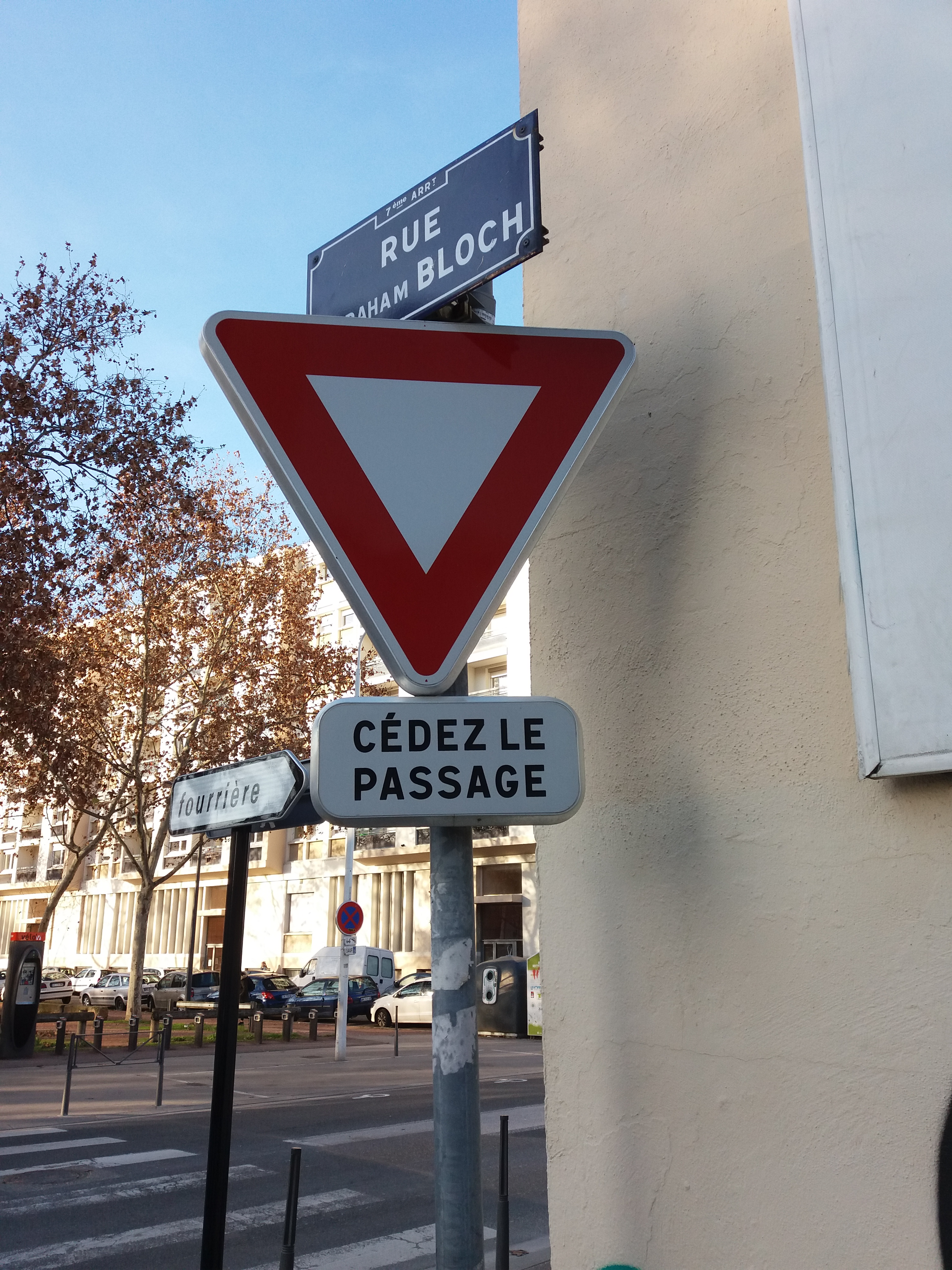
Plaque de rue en 2019.

## Histoire
Les auteurs divergent en ce qui concerne la création de cette voie, tant pour les dates que les noms et les époques. Selon l'auteur Jean Pelletier, la rue est tracée sous la monarchie de Juillet (1830-1848) concomitamment à la création du cimetière juif ; pour autant, Maurice Vanario fait remonter cette création du cimetière antérieurement, en 1810. Le nom de « nouveau cimetière » aurait, toujours selon Pelletier, désigné le quartier alentour durant quelques années. 
Maurice Vanario précise que la rue est attestée sous le nom de « rue du Cimetière-des-Juifs » dès 1865, rappelant la présence depuis 1810 du cimetière juif de Lyon, puis « chemin de Josaphat », nom confirmé par Louis Maynard, attesté en 1868 et 1897 « rue Josépha » en 1897. Ce nom de « Josaphat » est relatif à la vallée de Josaphat à proximité de Jérusalem, où selon la Bible, seront rassemblés les morts au Jour du jugement dernier. Selon Louis Maynard ce nom aurait été attribué car la rue « conduisait au cimetière israélite ». Pelletier indique pour sa part et en contradiction avec Maynard et Vanario que le nom de « rue du Cimetière-des-Juifs » ou du « rue du Cimetière-Israélite » aurait perduré jusqu'à son changement de nom, l'actuelle rue Abraham-Bloch jusqu'en 1915, sans mentionner le nom de « Josaphat » ou « Josépha ».
Les différents noms sous lesquels la rue est alors connue ne sont pas cités par l'abbé Adolphe Vachet, auteur d'un ouvrage consacré aux rues de Lyon intitulé À travers les rues de Lyon, publié en 1902.
Elle est un fragment du « chemin de la Scaronne » en 1913. Ce nom, attesté depuis 1843 sous le nom de « rue de la Scaronne » est réattribué en partie en 1913 sous les noms de « rue Victor-Lagrange », « rue Henri-Dor » et « rue Josephat ». Enfin en 1945, la partie ayant conservé le nom de « Scaronne », entre le « chemin de Josephat » et le « chemin de Gerland » prend le nom de rue Pierre-Semard qu'elle conserve encore aujourd'hui.
Elle se voit attribuer le nom de « rue Abraham-Bloch », nom sous lequel elle apparaît sur les plans actuels et les plaques de rue, ou « Abraham-Block » selon Maurice Vanario par délibération du conseil municipal de Lyon du 29 novembre 1920.

## Description
La rue possède 11 numéros. Aux numéros 9 et 11 se situe l'entrée du cimetière juif de Lyon, également dit « cimetière israélite » ou « cimetière de la Mouche », reconnaissable à son portail orné de quatre étoiles de David dorées. Le cimetière nait d'une décision du gouvernement révolutionnaire en 1795, est s'établit à partir de 1810, le cimetière abrite environ 4 900 tombes.

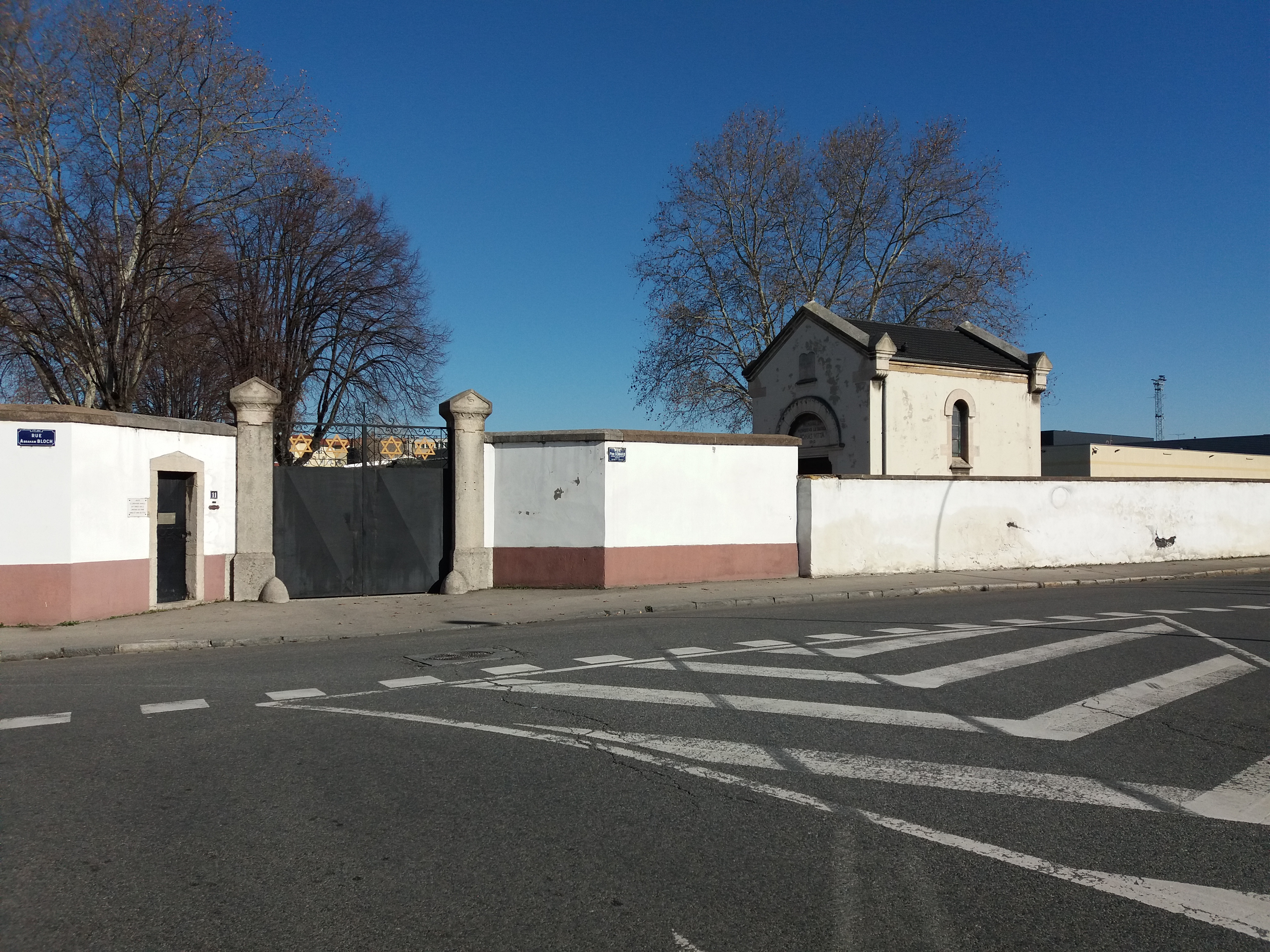
L'entrée du cimetière juif de Lyon.
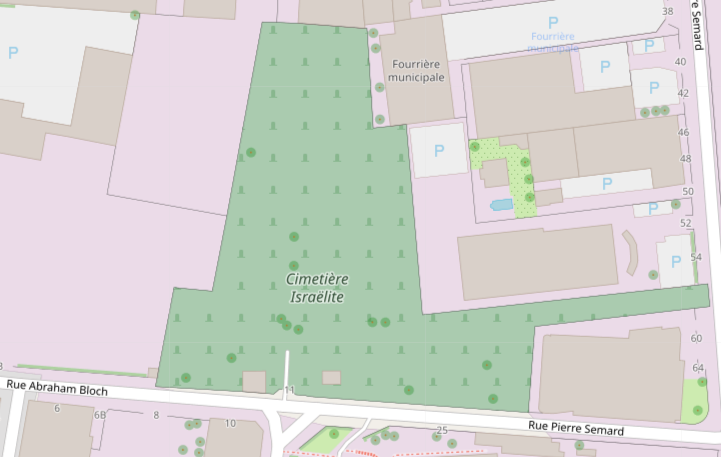
L'emplacement du cimetière sur le flanc nord de la rue Abraham-Bloch